# Cynodon coursii
Cynodon coursii là một loài thực vật có hoa trong họ Hòa thảo. Loài này được Aimée Antoinette Camus mô tả khoa học đầu tiên năm 1961.

## Phân bố
Loài này là bản địa Madagascar.